# Getxo
Getxo (in spagnolo Guecho, 79 544 abitanti nel 2014) è un comune spagnolo della comunità autonoma dei Paesi Baschi.
Si trova sulla costa atlantica nel territorio storico di Biscaglia. Situato sulla sponda destra dell'estuario di Ibaizabal-Nervión, fa parte della regione del "Grande Bilbao" e dell'area metropolitana di Bilbao. Spicca per l'abbondante presenza di palazzi e residenze costruiti dall'alta borghesia durante l'industrializzazione.

## Geografia fisica
Getxo è situato a 14 chilometri da Bilbao, nella regione di Biscaglia, nella comunità autonoma dei Paesi Baschi, a nord della Spagna, e occupa una superficie totale di 11,64 km². Le maggiori attrazioni turistiche sono le sue spiagge (Las Arenas, Ereaga, Arrigunaga, Azkorri-Gorrondatxe e La Salvaje-Barinatxe). Altre zone interessanti sono quella del porto sportivo e quella del porto vecchio, il Puerto Viejo de Algorta, dove ancora si respira l'atmosfera di epoche passate. Tra le aree naturalistiche, capo Galea, ospita un faro.
Il Ponte di Vizcaya è un monumento dichiarato Patrimonio Mondiale dell'Umanità dall'UNESCO. È un ponte dotato di una struttura di ferro che sorregge una parte basculante attraverso dei cavi di acciaio, creando un collegamento tra Las Arenas e Portugalete. Trasporta persone e automezzi e recentemente è stata aperta nella parte superiore una passerella pedonale da dove si può ammirare il panorama.

## Quartieri di Getxo
La località comprende, ufficialmente, i quartieri di Las Arenas, Algorta, Neguri, e Santa María de Getxo. Tuttavia gli abitanti di Getxo propongono una divisione più dettagliata:
- Las Arenas: diviso in Las Mercedes, Santa Ana, Zugazarte e Antiguo Golf
- Neguri: diviso in Neguri e San Ignacio.
- Algorta: diviso in Algorta centro, Alango, María Cristina, Sarrikobaso, Arrigunaga, Villamonte, La Humedad, Aldapas, Fadura, Ereaga, Usategui, Puerto Viejo e Bidezábal
- Aiboa
- Romo
- Santa Maria de Getxo

Il quartiere originario è Santa María de Getxo, nocciolo originario della città.
I quartieri di Las Arenas e Neguri nacquero alla fine del XIX secolo come zona residenziale per la borghesia industriale di Biscaglia. Il quartiere di Neguri si caratterizza per i palazzi e ville dove abitava l'alta borghesia. Il nome di Neguri è stato creato dal sacerdote Resurrección María de Azkue, giacché prima la zona si chiamava Aretxetaurre. Neguri proviene da due parole basche: Negua e hiri (inverno e città), la città d'inverno progettata per la borghesia basca.
Il quartiere di Algorta è il più popoloso di Getxo. La maggiore crescita demografica si è verificata negli anni 70, quando tante famiglie decisero di cercare un posto più gradevole dove abitare rispetto ai quartieri della sponda sinistra del fiume Nervión.

## Demografia di Getxo
Vi erano 5.442 abitanti nel 1900 e 19.309 nel 1950, mentre nel 2006 la popolazione è salita a 82.327 residenti.
| Abitanti/quartiere(2001) |             |        |        |
| Quartiere                | Populazione | Uomini | Donne  |
| Santa María              | 14.519      | 7.057  | 7.462  |
| Las Arenas               | 28.414      | 13.362 | 15.052 |
| Algorta                  | 39.799      | 18.907 | 20.892 |

| Evoluzione demografica |       |       |        |        |        |        |        |        |        |        |        |
| Anno                   | 1900  | 1910  | 1920   | 1930   | 1940   | 1950   | 1960   | 1970   | 1981   | 1991   | 2001   |
| Abitanti               | 5.442 | 7.359 | 11.399 | 16.859 | 17.795 | 19.309 | 22.951 | 39.153 | 67.321 | 79.954 | 86.732 |
|                        |       |       |        |        |        |        |        |        |        |        |        |

## Infrastrutture e trasporti
Getxo ha a disposizione degli ottimi collegamenti. Si può arrivare in città dalla strada di La Avanzada (BI-637) e anche dal nuovo corridoio di Uribe Kosta.
Numerose linee d'autobus (Bizkaibus) collegano Getxo con Bilbao, Cruces (Barakaldo) o Leioa. Altre linee collegano la città con l'università di Leioa - Erandio UPV-EHU (l'università dei Paesi Baschi).
Principali linee di Bizkaibus:
- Linea Bilbao - Getxo - Azkorri
- Linea Bilbao - Getxo (Por Leioa)
- Linea Muskiz - Barakaldo - Romo

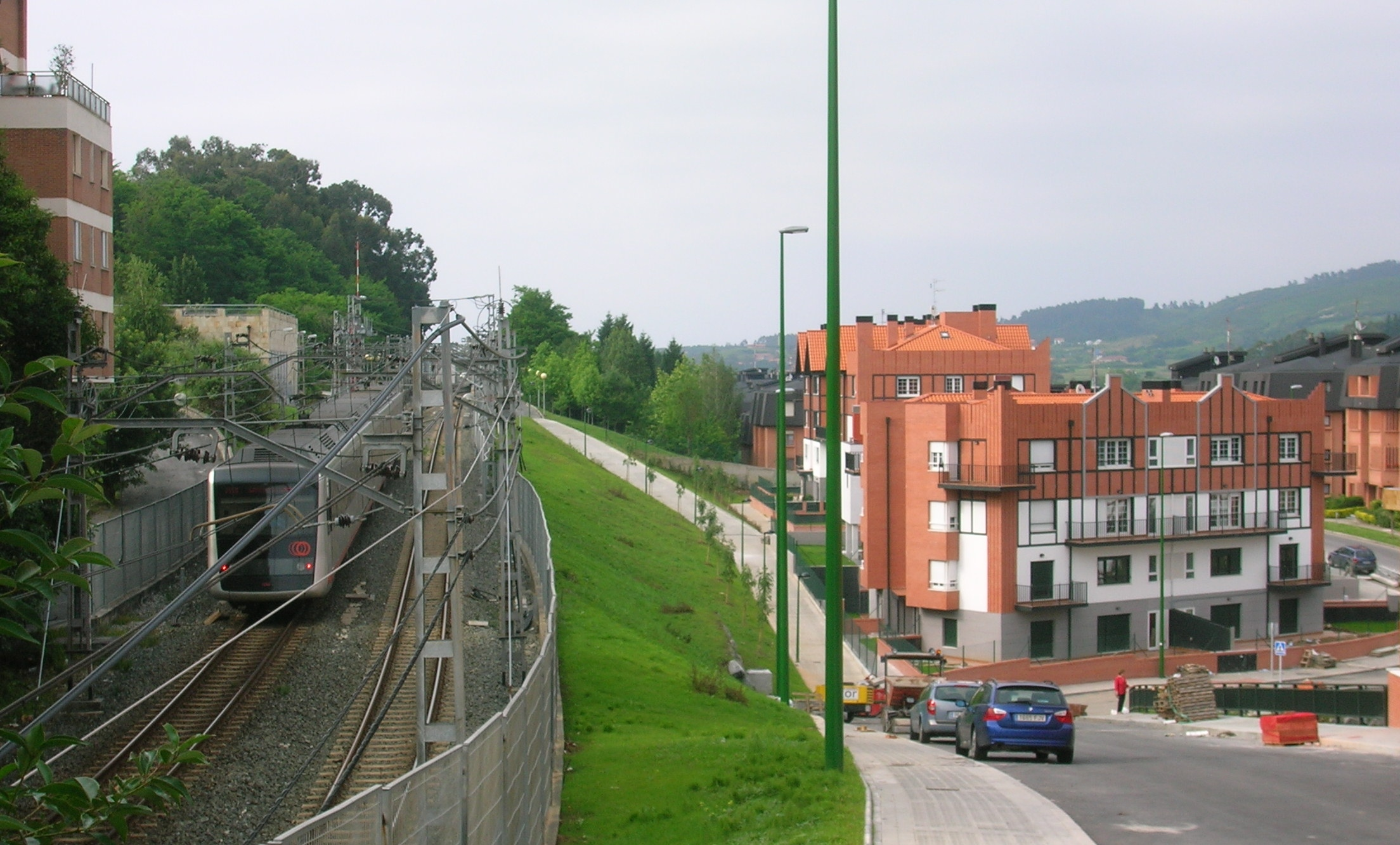
Il quartiere di Aiboa, fiancheggiato dalla linea metropolitana, tra le stazioni di Aiboa e Neguri

- Linea Las Arenas - Berango (Per CC Artea)
- Linea Getxo - Cruces (Por Fadura)
- Linea Getxo - Cruces (Por Algorta)
- Linea Las Arenas - Arminza
- Linea Puente Colgante - Universidad del País Vasco - Laukiz
- Linea Santa Mª de Getxo - Universidad del País Vasco (Por Algorta)
- Linea Getxo - Universidad del País Vasco (Por Avenida de los Chopos)

Il mezzo di trasporto più impiegato dai "getxotarras" è la Metro Bilbao le cui linee collegano la maggioranza dei comuni del Gran Bilbao, e permettono di arrivare alle stazioni ferroviarie di Renfe e di Abando-Indalecio Prieto di Bilbao, collegata con la maggior parte delle città spagnole.
Alla Metropolitana di Bilbao si accede dalle 6 stazioni che ci sono a Getxo: Areeta, Gobela, Neguri, Aiboa, Algorta e Bidezabal.
Dal 2006 nel porto sportivo di Getxo sbarcano le crociere turistiche dirette a Bilbao.

## Eventi
Si celebrano festival musicali annuali di musica cubana, jazz, blues e folk, fiere d'artigianato, arte contemporanea e un Salone del Fumetto.

## Edifici interessanti
- Molino de Aixerrota
- Iglesia de Las Mercedes
- Puente de Vizcaya
- Palazzo Lezama-Leguizamon
- Fábrica Harino Panadera di Las Arenas

## Politica
Il partito più votato nelle elezioni locali di 2011 è stato il PNV seguito dal PP.
| Partito Politico | % di voti | Rappresentanti |
| ---------------- | --------- | -------------- |
| PNV              | 33,70 %   | 10             |
| PP/AP/UCD        | 30,83 %   | 9              |
| EH Bildu/EA      | 16,75 %   | 4              |
| PSOE             | 9,91 %    | 2              |
| EB-B/PCE-EPK     | 2,54 %    | 0              |
| TOTALE           | 100 %     | 25             |

## Sindaci di Getxo
- 1852 - Juan A. de Zubiaga
- 1854 - Juan Ignacio de Sarría
- 1864 - Juan B. Manene
- 1872 - Julián Mandaluniz
- 1873 - Mariano Basauri
- 1874 - Juan Manuel de Ugarte
- 1876 - Juan María Ugarte
- 1877 - Marcos Uría
- 1879 - José R. Arecheta Barrenechea
- 1882 - Manuel Zalduondo
- 1883 - José Antonio de Uriarte
- 1887 - Pedro de Amézaga
- 1890 - Eladio Sustacha
- 1891 - Santiago Diliz y Arana
- 1897 - Juan José Bilbao y Amézaga
- 1899 - Juan Bta. Ibarra
- 1902 - José Zubiaga y Careaga
- 1904 - Cándido Arrola y Aqueche
- 1906 - Julio Oriosolo y Cortina
- 1909 - Ildefonso Arrola Bilbao
- 1912 - Tomás Urquijo Aguirre
- 1916 - Eduardo Aburto Uribe
- 1920 - Jacinto Araluce Ajuria
- 1922 - Constantino Zabala
- 1923 - José Martín Zabala
- 1924 - Luis Urresti Campuzano
- 1927 - Juan L. Prado
- 1931 - Pedro Careaga
- 1931 - José Antonio Aguirre (PNV)
- 1939 - José Luis Oriol
- 1940 - Salvador Basagoiti Ruiz
- 1941 - Cándido Bilbao Basterra
- 1942 - Joaquín Ibargüengoitia Cortázar
- 1944 - Juan Bta. Merino Urrutia
- 1960 - Rafael Fernández de Tejada
- 1964 - Fernando Ybarra López-Dóriga
- 1967 - Pedro Arístegui Bengoa
- 1969 - Pedro de Zubiria y Garnica
- 1979 - Jesús Javier Aguirre Bilbao (PNV)
- 1980 - Francisco Javier Urrechua Líbano (PNV)
- 1983 - Juan Ramón Barquín Gaztelurrutia (PNV)
- 1987 - Javier de Sarria Landarte (PNV)
- 1991 - Humberto Cirarda Ortiz de Antiñano (PNV)
- 1999 - Iñaki Zarraoa (PNV)
- 2007 - Imanol Landa (PNV)